# 南汀丁
南汀丁（みなみみぎわちょう）は和歌山県和歌山市の地名。郵便番号640-8232。

## 地理
南汀丁は和歌山市の中心部にある市街地。和歌山城の西に隣接し、和歌山県庁と和歌山市役所が近接する。また、国道24号（国道26号と重複）とけやき大通りが交差する西汀丁交差点に接する。北で北汀丁、東で一番丁、南東で雑賀屋町東ノ丁、南で雑賀屋町、西で西汀丁に接する。

## 歴史

### 施設
- スマイルホテル和歌山

## 交通

### 道路
- 国道42号（中央通り）- 地域東辺、一番丁との境界を南北に走る。